# Sprague (Nebraska)
Pour les articles homonymes, voir Sprague.
Le village de Sprague est situé dans le comté de Lancaster, dans l’État du Nebraska, aux États-Unis. Sa population s’élevait à 142 habitants lors du recensement de 2010, estimée à 145 habitants en 2016.

## Démographie
| Groupe      | Sprague | Arkansas | États-Unis |
| ----------- | ------- | -------- | ---------- |
| Blancs      | 97,2    | 77,0     | 72,4       |
| Métis       | 2,1     | 2,0      | 2,9        |
| Autres      | 0,7     | 21,0     | 24,7       |
| Total       | 100,0   | 100,0    | 100,0      |
| Hispaniques | 1,4     | 6,4      | 16,7       |

Selon l'American Community Survey, pour la période 2011-2015, 100 % de la population âgée de plus de 5 ans déclare parler l'anglais à la maison.

## Source
- (en) Cet article est partiellement ou en totalité issu de l’article de Wikipédia en anglais intitulé « Sprague, Nebraska » (voir la liste des auteurs).

1. ↑  « Population and Housing Unit Estimates Tables », sur Census.gov (consulté le 15 novembre 2023).
2. ↑  (en) « Race and Hispanic or Latino Origin: 2010 », sur factfinder.census.gov (consulté le 27 avril 2018).
3. ↑  (en) « Population of Arkansas - Census 2010 and 2000 », sur censusviewer.com.
4. ↑  (en) « Language spoken at home by ability to speak English for the population 5 years and over », sur factfinder.census.gov.